# 2020년 4월 죽음
다음은 2020년 4월에 사망한 저명한 인물 목록이다.
- 4월 1일
  - 미국의 가수 애덤 슐레진저
  - 미국의 재즈 피아노 연주자 엘리스 마살리스
  - 소말리아의 정치인 누르 하산 후세인
- 4월 2일
  - 스페인의 축구선수 그레고리오 베니토
  - 이탈리아의 구두디자이너 세르조 로시
  - 동독의 정치인 오스카르 피셔
- 4월 4일
  - 미국의 영화배우 포레스트 콤튼
  - 튀니지의 디자이너 레일라 멘샤리
  - 온두라스의 제50대 대통령 라파엘 카예하스
- 4월 5일
  - 대한민국의 언론인 이도형
  - 리비아의 정치인 마무드 지브릴
  - 잉글랜드의 영화배우 오너 블랙먼
- 4월 6일
  - 대한민국의 정치인 김유상
  - 미국의 영화배우 제임스 드러리
  - 미국의 야구선수 알 칼라인
  - 세르비아의 축구선수 라도미르 안티치
- 4월 7일 - 미국의 영화배우 앨런 가필드
- 4월 9일
  - 대한민국의 정치인 김덕규
  - 대한민국의 조류학자 원병오
  - 독일의 영화배우 에른스트 게오르그 츠윌
  - 대한민국의 정치인 정원영
  - 중화인민공화국의 무술가 하금명
  - 영국의 통계학자 하비 골드스타인
- 4월 10일
  - 일본의 영화감독 오바야시 노부히코
  - 이라크의 건축가 리파트 카다르지
- 4월 11일
  - 잉글랜드의 수학자 존 호턴 콘웨이
  - 미국의 기업인 스탠리 체라
- 4월 12일
  - 대한민국의 배우 윤석오
  - 대한민국의 정치인 정원식
  - 일본의 성우 후지와라 케이지
  - 잉글랜드의 축구선수 피터 보네티
- 4월 14일
  - 미국의 성우 릭 메이
- 4월 15일
  - 미국의 작곡가 리 코니츠
  - 미국의 영화배우 브라이언 데너히
  - 미국의 촬영감독 앨런 다비오
  - 웨일스의 대기물리학자 존 호턴
- 4월 16일 - 칠레의 소설가 루이스 세풀베다
- 4월 19일
  - 대한민국의 배우 김홍석
  - 프랑스의 영화배우 필리프 나옹
- 4월 20일
  - 대한민국의 축구감독 손종석
  - 미국의 야구선수 스티브 댈코우스키
  - 미국의 영화배우 톰 레스터
- 4월 21일
  - 독일의 음악가 플로리안 슈나이더
  - 미국의 영화배우 디미트리 디아첸코
  - 일본의 기업인 다테이시 요시오
- 4월 22일
  - 미국의 포르노 배우 서맨사 폭스
  - 미국의 영화배우 셜리 나이트
- 4월 23일
  - 대한민국의 성우 김태연
  - 일본의 영화배우 오카에 쿠미코
  - 일본의 영화배우 와다 슈
- 4월 24일
  - 대한민국의 군인 박희재
  - 라오스의 가수 끼다오펫 누후앙
  - 일본의 외교관 오카모토 유키오
- 4월 25일
  - 대한민국의 정치인 김정렴
  - 대한민국의 언론인 노길남
- 4월 27일 - 미국의 고고학자 세라 밀리지 넬슨
- 4월 28일 - 대한민국의 정치인 이영준
- 4월 29일
  - 대한민국의 정치인 박익주
  - 인도의 영화배우 이르판 칸
  - 라트비아의 육상선수 야니스 루시스
  - 영국의 첼로연주자 마틴 로벳
- 4월 30일
  - 나이지리아의 음악가 토니 앨런
  - 미국의 영화배우 샘 로이드
  - 중국의 작가 우리화